# Sbor Bratrské jednoty baptistů ve Vikýřovicích
Sbor Bratrské jednoty baptistů ve Vikýřovicích je místní náboženské společenství, které je v této malé obci jedinou církví. Sbor baptistů zde má kolem 80 členů.

## Historie

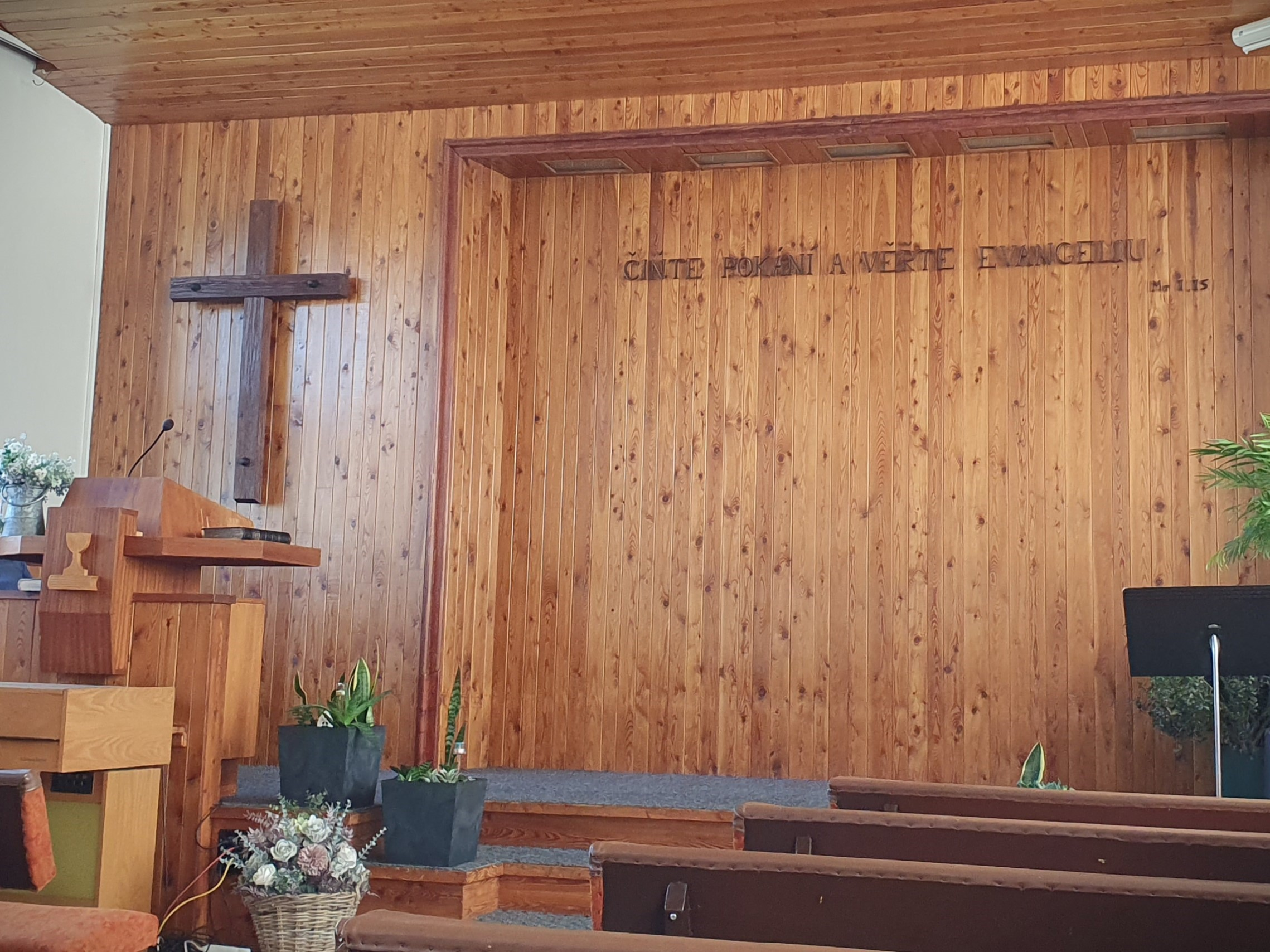
Interiér modlitebny

Jde o první z řady baptistických sborů, které vznikly díky reemigrantům. Při první pozemkové reformě došlo ke zrušení vikýřovického dvora a rozprodeji pozemků. Příděly obdrželo po zaplacení zejména 18 rodin emigrantů z Volyně a Zelova. Přijeli 11. dubna 1925 a vytvořili v téměř ryze německé obci českou komunitu. Již 13. dubna (na velikonoční pondělí) měli v místní škole první bohoslužbu. Koncem května byl oficiálně založen sbor - měl 46 členů. Prvním kazatelem se stal Karel Jersák. Poté, co čeští baptisté přišli v této německé katolické obci o možnost scházet se ve škole, mívali bohoslužby na sýpce a roku 1928 si během léta postavili vlastní modlitebnu. Po Mnichově byla obec připojena k Německu a roku 1941 byla řada českých rodin donucena odejít do vnitrozemí. Ve sboru zůstalo 8 členů a kazatel Teofil Malý, který byl brzy poslán do koncentračního tábora v Osvětimi, kde ve věku 37 let zemřel. Po válce se Češi do Vikýřovic vrátili a spolu s nimi další vlna potomků pobělohorských emigrantů z Polska a Volyně. Sbor měl 77 plnoprávných členů a 64 dětí a mládeže a sházel se v Rapotíně, Bartoňově, Vyšehoří a nově ve Velkých Losinách. V roce 1947 bylo v okolí již tolik baptistů, že byl založen sbor i v nedalekém Šumperku - ve Vikýřovicích zůstalo 164 členů. V únoru 1955 byl kazatel sboru Vilém Pospíšil zatčen komunisty a nezákonně na tři a půl roku odsouzen do vězení. Misijní práce byla ochromena. Sbor ale žil i pod tlakem ateistické propagandy dál - v roce 1974 přistavěl dům s bytem pro kazatele a v roce 1980 adaptoval interiér modlitebny.

## Kazatelé
- 1925–1927: Karel Jersák
- 1927–1936: Tomáš Macháček

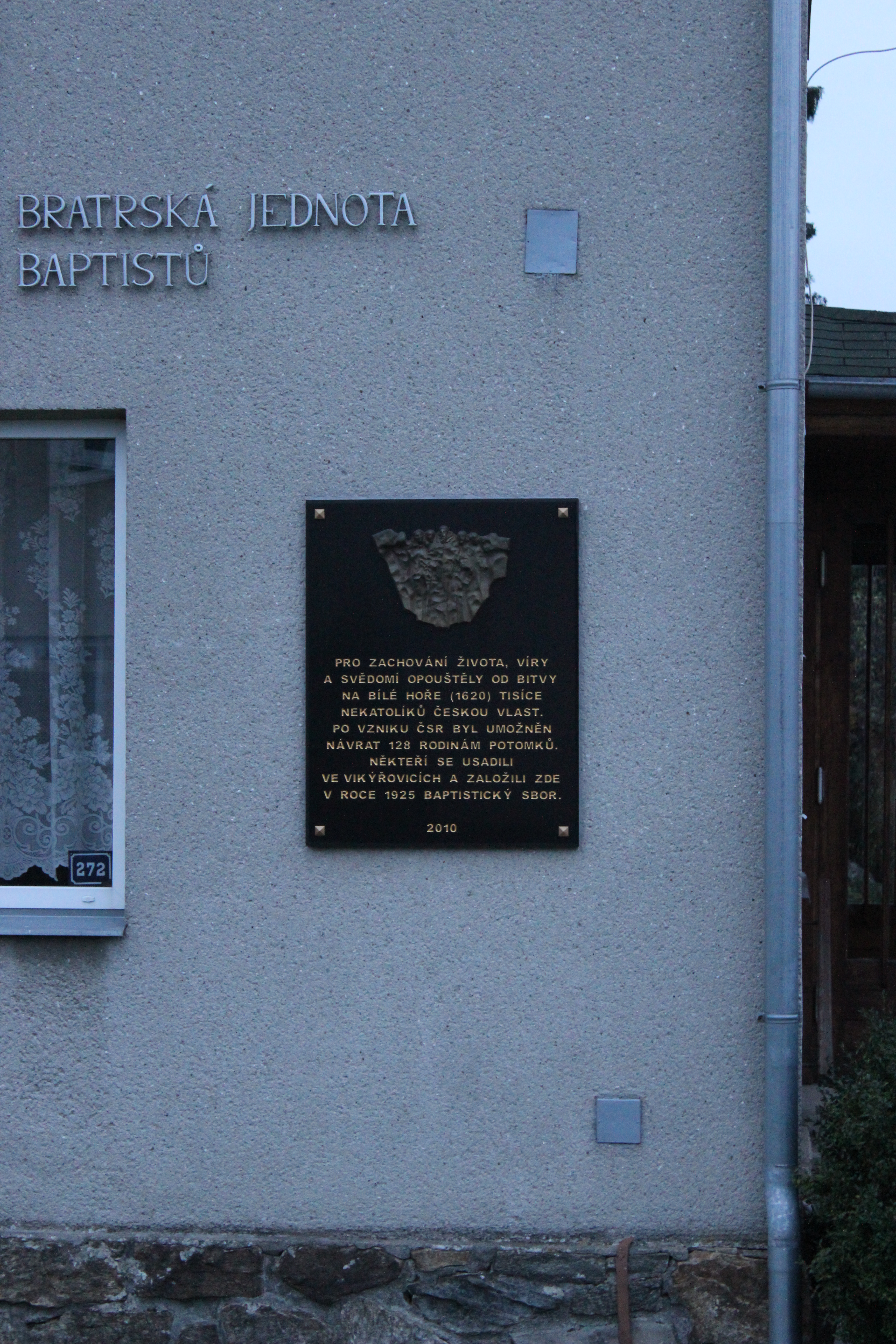
Pamětní deska na budově sboru

- 1937–1943: Teofil Malý, 1943 zatčen gestapem, zemřel v Osvětimi
- 1946–1955: Vilém Pospíšil, zatčen a vězněn komunisty
- 1955–1958: Jan Jersák
- 1959–1963: Jiří Šperl
- 1969–1971: Vilém Pospíšil
- 1971–1980: Rudolf Petr
- 1981–1988: Bohuslav Procházka
- 1989–1995: Jan Vychopeň
- 1996–1998: Jan Obdržálek
- 1999–2010: Nick Lica
- 2016–dosud Michal Petratur